# Julius Wess
Julius Wess (5. prosince 1934 – 8. srpna 2007) byl rakouský teoretický fyzik, známý jako spolutvůrce Wessova-Zuminova modelu a Wessova-Zuminova-Wittenova modelu v oblasti supersymetrie. V roce 1987 získal medaili Maxe Plancka.

## Život
Narodil se v Oberwölz Stadt, malém městě ve Štýrsku. Doktorát získal ve Vídni, kde byl žákem Hanse Thirringa, u doktorských státnic ho zkoušel významný teoretický fyzik, odborník na kvantovou mechaniku Erwin Schrödinger. Po zisku doktorátu nějakou dobu pracoval ve Spojených státech, následně se stal profesorem na Technickém institutu v Karlsruhe. Později se stal profesorem na Mnichovské univerzitě. Po odchodu do penze pracoval v DESY v Hamburku.